# Balwo
Balwo ist ein Musik- und Dichtungsstil in Somaliland und Dschibuti. Die Texte handeln gewöhnlich von Liebe und Leidenschaft. Das Genre Balwo wurde von Abdi Sinimo geschaffen.

## Ursprünge
Abdi Sinimo gilt als Erfinder des Balwo, ebenso wie des Heelo, welches als spezielle Form des Balwo gilt.
Als Abdi Sinimo 1945 als LKW-Fahrer für die Hafenbehörde von Dschibuti arbeitete, hatte er mit seinem LKW in der Gegend von Zeila eine Panne, woraufhin der erste Balwo entstand. Er nannte ihn „Balwo“ (was auf Somali Unglück bedeutet), weil der Ort, an dem sein LKW in Schwierigkeiten geraten war, so abgelegen war. Balwo ist ein einfaches Gedicht, welches die somalische Musik seither geprägt hat. Ein weiterer Künstler, der bedeutende Beiträge zu diesem Genre leistete, war Abdullahi Qarshe, dem die Einführung der Kaban (Oud) als Begleitung zu somalischer Musik zugeschrieben wird.
In einem Interview mit Abdullahi Qarshe bestätigte er, dass:

“modern music was in the air at the time of Abdi Sinimo, who is widely regarded as the genius who formulated and organized it into the belwo and thus took well deserved credit and honor for it.”

„moderne Musik zur Zeit Abdi Sinimos in der Luft lag. Er wird allgemein als das Genie angesehen, das sie formulierte und im Folgenden ordnete und sich damit die verdiente Anerkennung und Ehre dafür sicherte.“

## Geschichte
Abdi Deeqsi (Abdi Sinimo) wurde in Jarahorato, einem Ort in der Gegend von Boorama, geboren, wo er den Großteil seiner Jugend verbrachte. Anders als die überwiegende Mehrheit somalischer Dichter gehörte seine Familie nicht zu den Nomaden im somalischen Busch, die auf traditionelle Weise lebten; Abdi Deqsi und seine Familie waren von Anfang an urbanisiert. In jungen Jahren ging er nach Dschibuti (damals Französisch-Somaliland), wo er eine Lehre als Fahrzeugmechaniker machte. Nach seiner Rückkehr nach Borama um 1941 wurde er als LKW-Fahrer und Mechaniker von einem reichen Kaufmann namens Haji Hirsi angestellt.
Abdi hatte mittlerweile seinen dreißigsten Geburtstag überschritten und den Spitznamen „Sinimo“ (Somali: „Kino“) bekommen. Er war ein bekannter Erzähler von Geschichten und Witzen, und der Spitzname nahm darauf Bezug. Seine kontaktfreudige Persönlichkeit machte ihn sehr beliebt, besonders unter der Jugend. Abdis Handelsroute führte ihn von Zeila über Dschibuti nach Borama und Hargeysa und manchmal sogar bis nach Dire Dhabe in Äthiopien. Eines Tages blieb sein Lastwagen im Busch liegen. Abdi konnte nicht feststellen, was mit seinem Fahrzeug nicht stimmte und konnte es daher auch nicht reparieren. Nach viel frustrierender Arbeit und fehlgeschlagenen Reparaturen setzte er sich schließlich hin und (wie der somalische Dichter Hasan Sheekh Muumin sagt) formte die Worte: „Belwooy, belwooy, hooy belwooy … Waha i baleeyay mooyaane. Belwooy, belwooy, hooy belwooy!“ (Ich weiß nicht, was mich leiden ließ.)
Die folgende Variante wird manchmal auch als erstes Balwo zitiert: „Balwooy, hooy balwooy, Waha ii balweeyay mooyaane, Waha i balweeyay baabuure, Balwooy, hoy balwooy!“ (Ich weiß nicht, was mir Leid zugefügt hat; was mir Leid zugefügt hat, war ein Lastwagen.)
Als Abdi nach Borama zurückkehrte, nachdem sein Lastwagen nach Zeila zurückgeschleppt worden war, trug er sein kurzes Gedicht öffentlich vor. Es war ein sofortiger Erfolg, der ihn dazu inspirierte, weitere Balwo zu verfassen. Auch andere Dichter begannen, in diesem neuen Genre zu komponieren, und es begann sich rasch zu verbreiten.
Im Folgenden ein einfaches Beispiel:

„Balwooy! Hoy balwooy
Waxaa i baleeyey mooyaan
Waxaa i baleeyey baabuur
Waxaa i baleeyey berguba.“

## Kontroversen
Balwo erfreute sich zunehmender Popularität und Angehörige der Oberschicht in nordsomalianischen Städten veranstalteten Balwo-Hörpartys. Die schnelle Ausbreitung des Balwo-Genres führte dazu, dass sich viele Mitglieder somalischer religiöser Orden dagegen aussprachen.
Religiöse Führer wie Scheich Abdullah Mijlrtain und Muhammad Hassan begannen, Gedichte gegen die Verbreitung des Balwo zu verfassen. Ihre Position war, dass das Singen von Liebesgedichten des somalischen Balwo-Genre die muslimische Moral und den Anstand verletzt und gegen die islamische Moral verstößt. Dennoch hörte die Verbreitung des Genres nicht auf, Abdi gründete eine Truppe und führte Balwo in vielen Städten Somalias auf und wurde so zu einem modernen Innovator der somalischen Musik. Balwo war der unmittelbare Vorgänger von Heello, und so wurde Heelo zu einem Subgenre von Balwo.